# Liste des comtes et ducs de Savoie
Les titres de comte, puis de duc de Savoie sont des titres de noblesse rattachés au territoire de la Savoie propre (dite également Savoie ducale), inféodé au royaume de Bourgogne, puis d'un territoire plus vaste, au sein du Saint-Empire. Le titre de comte de Savoie est associé à la dynastie des Humbertiens, comtes en Maurienne, à l'origine de la maison de Savoie. Il n'est utilisé qu'à partir du XIIe siècle. Le titre de duc est créé au début du XVe siècle, regroupant tous les territoires des États de Savoie, avant de devenir un terme principalement administratif désignant la Savoie actuelle, à la suite de l’acquisition du titre de roi de Sardaigne par les ducs de Savoie.

## Histoire du titre
Le titre de comte de Savoie est transmis, depuis le XIIe siècle, de façon héréditaire, agnatique et par ordre de primogéniture, au sein de la maison de Savoie, respectant ainsi la loi salique qui exclut les femmes. Le rôle de celles-ci, comme celui des bâtards, est très tôt pris en compte dans la règle de succession et ils reçoivent généralement une terre en apanage ou en fief-lige.
Au XIe siècle, les Humbertiens semblent posséder des droits sur le comes Savogensium ou Savogensis (comté de Savoie), toutefois ils ne commencent à porter le titre comtal qu'à partir du milieu du XIIe siècle. Amédée III serait le premier à signer par la formule « comte de Savoie et marquis en Italie » ou simplement « comte de Savoie » en 1125,. Amédée II est cependant dit comte de Sabaudia (comes Amedeus de Sabaudia), à son décès le 26 janvier 1080.
L'historien Laurent Ripart, dans sa thèse (1999), indique que « cette distinction entre la Savoia et la Sabaudia constitue donc un enjeu majeur de cette recherche, car elle permet de reconsidérer totalement la substitution du titre de « comte de Savoie » à celui de « comte de Maurienne ». Si l’on accepte ce distinguo, l'émergence du titre de comes Sabaudie ne nous apparaît alors plus sous les traits d’une simple délocalisation des fondements du pouvoir princier en « Savoie propre », mais devient le signe d’une nouvelle conception de la principauté comtale. Dans cette perspective, l'émergence du terme régional de Sabaudia témoigne, en effet, de la volonté du pouvoir comtal de se définir autour d'un vaste concept spatial, susceptible d'englober la Maurienne, la Savoia et toutes les terres que les Humbertiens possédaient dans le royaume de Bourgogne ».
Le chanoine Adolphe Gros (1948) annote que l'« On dit qu'Amédée III avait été le premier à prendre le titre de comte de Savoie, et l'on cite à l'appui de cette affirmation la charte de l'abbaye d'Hautecombe (1125). Mais ce document est reproduit d'après Guichenon, et l'on sait la liberté que prend cet auteur avec les textes documentaires. »
Dans le premier tiers du XIIIe siècle, le titre de comte en Maurienne (comes Mauriennensis) est substitué ou complété par celui de comes Sabaudie,,.
La Croix de Savoie apparaît également avec Amédée III sur le pennon d'un sceau datant de 1143 et semble prouver le passage des armes des Humbertiens à l'aigle impérial par une bannière de gueules à croix d'argent, appelée croix de Savoie,.
Le comté est érigé en duché le 19 février 1416. Les ducs ajoutent à leur titulature celui de roi de Sicile, par les traités d'Utrecht de 1713,, qui sera échangé pour le titre de roi de Sardaigne, lors du traité de Londres de 1718, effective en 1720. Le duc de Savoie devient à cette date roi de Sardaigne et les États de Savoie deviennent États sardes. Le titre de duc de Savoie ainsi que tous les autres titres de noblesse savoyards sont détruits avec l'annexion de la Savoie par la France, en 1860. À partir de 1861, les rois de Sardaigne préféreront le titre de roi d'Italie.

## Comtes de Savoie (XIesiècle– 1416)
| Rang | Portrait | Nom                                                  | Règne                            | Notes | Armoiries |
| ---- | -------- | ---------------------------------------------------- | -------------------------------- | --- | --- |
| 1    |          | Humbert Ier aux Blanches Mains (v. 980-1042)         | v. 1027-1042 ou 1048 (tradition) | Le surnom de aux Blanches Mains apparait dans la généalogie d'Hautecombe (vers 1342). Première mention vers 1003, où il est associé avec le comté de Savoie (ou Savoie Propre), le comté de Belley, puis du comté d'Aoste (1024), le nord du comté du Viennois (1025). Possède des droits en Valais, en Chablais et en 1043 obtient le comté de Maurienne. L'empereur du Saint-Empire, Conrad II, lui donne les droits sur le comté de Savoie. Son épouse est Auxiliende ou Ancilie, probablement issue de la famille des Anselmides. | Hésitations entre les XIIe et XIIIe siècles entre les armoiries du Saint Empire, que l'on retrouve comme bannière du comté de Maurienne, et la bannière de guerre « la croix d'argent sur fond de gueules » qui deviendra l'emblème du comté de Savoie. |
| 2    |          | Amédée Ier La Queue (v. 1016-v. 1051)                | v. 1042-v. 1051                  | Fils du précédent. Amédée ou Amé est surnommé la Queue à la suite du voyage qu'il fait pour le couronnement de l'empereur Henri III du Saint-Empire à Rome (1046) et où, lors de l'étape de Verone, les chroniqueurs racontent qu'on refusa de laisser entrer sa suite dans la ville. Le comte contesta et indiqua qu'il ne rentrera pas si on ne laisse entrer sa « queue »,. | Hésitations entre les XIIe et XIIIe siècles entre les armoiries du Saint Empire, que l'on retrouve comme bannière du comté de Maurienne, et la bannière de guerre « la croix d'argent sur fond de gueules » qui deviendra l'emblème du comté de Savoie. |
| 3    |          | Othon Ier Odon / Oddon / Otton (v. 1023-v. 1057/60)  | 1051-v. 1057/60                  | Frère du précédent. Il épouse Adélaïde, marquise de Suse et comtesse de Turin (1025-1091). | Hésitations entre les XIIe et XIIIe siècles entre les armoiries du Saint Empire, que l'on retrouve comme bannière du comté de Maurienne, et la bannière de guerre « la croix d'argent sur fond de gueules » qui deviendra l'emblème du comté de Savoie. |
| 4    |          | Pierre Ier (v. 1048-v. 1078)                         | v. 1057/60-v. 1078               | Fils du précédent. Considéré, parfois, comme comte, bien qu'il n'hérite de son père les terres italiennes et le titre marquisal de Suse et en Italie. Trop jeune pour gouverner, la régence est exercée par sa mère, la comtesse Adélaïde. Il épouse Agnès de Poitiers avec qui il aura deux filles. | Hésitations entre les XIIe et XIIIe siècles entre les armoiries du Saint Empire, que l'on retrouve comme bannière du comté de Maurienne, et la bannière de guerre « la croix d'argent sur fond de gueules » qui deviendra l'emblème du comté de Savoie. |
| 5    |          | Amédée II (v. 1048-v. 1080)                          | v. 1078-v. 1080                  | Frère du précédent. Il hérite de son père les terres de Bourgogne et le titre comtal. Trop jeune pour gouverner, la régence est exercée par sa mère, la comtesse Adélaïde,. Il épouse Jeanne de Genève. | Hésitations entre les XIIe et XIIIe siècles entre les armoiries du Saint Empire, que l'on retrouve comme bannière du comté de Maurienne, et la bannière de guerre « la croix d'argent sur fond de gueules » qui deviendra l'emblème du comté de Savoie. |
| 6    |          | Humbert II Le Renforcé (v. 1065-1103)                | v. 1080-1103                     | Fils du précédent, son surnom provient de sa taille et de son poids. Il épouse Gisèle de Bourgogne-Ivrée. Sa fille, Adélaïde, épouse Louis VI le Gros. | Hésitations entre les XIIe et XIIIe siècles entre les armoiries du Saint Empire, que l'on retrouve comme bannière du comté de Maurienne, et la bannière de guerre « la croix d'argent sur fond de gueules » qui deviendra l'emblème du comté de Savoie. |
| 7    |          | Amédée III (v. 1095-1148)                            | 1103-1148                        | Fils du précédent. Il obtient le titre de comte du Saint Empire et vicaire perpétuel pour le Piémont et la Lombardie en 1111, vice-roi d’Arles, abbé séculier de Saint-Maurice d’Agaune. Il meurt le 30 août 1148 à Nicosie (Chypre) lors de la Deuxième croisade. Il épouse Gertrude, puis Mahaut d'Albon. | Hésitations entre les XIIe et XIIIe siècles entre les armoiries du Saint Empire, que l'on retrouve comme bannière du comté de Maurienne, et la bannière de guerre « la croix d'argent sur fond de gueules » qui deviendra l'emblème du comté de Savoie. |
| 8    |          | Humbert III Le Saint (ou Le Bienheureux) (1136-1189) | 1148-1170/1189                   | Fils du précédent. Il veut entrer dans les ordres, cependant les nobles refusent. Il se marie quatre fois : Faydiva de Toulouse, puis Gertrude de Flandre, puis Anna Klementia Von Zärhingen et Béatrix de Mâcon et de Vienne. | Hésitations entre les XIIe et XIIIe siècles entre les armoiries du Saint Empire, que l'on retrouve comme bannière du comté de Maurienne, et la bannière de guerre « la croix d'argent sur fond de gueules » qui deviendra l'emblème du comté de Savoie. |
| 9    |          | Thomas Ier L'Ami des communes (1178-1233)            | 1189-1233                        | Fils du précédent. Il épouse Marguerite (Beatrix) de Genevois, qu'il enlève alors que son père l'a fiancée au roi Philippe Auguste, avec qui il a 10 enfants. 3 de ces derniers lui succèderont ; un autre sera Thomas II de Piémont, seigneur de Piémont, comte de Hainaut et de Flandre. Il achète la ville de Chambéry, exception faite du château, au vicomte Berlion, le 15 mars 1232, Il inaugure une politique gibeline après une période guelfe de ses prédécesseurs. | Hésitations entre les XIIe et XIIIe siècles entre les armoiries du Saint Empire, que l'on retrouve comme bannière du comté de Maurienne, et la bannière de guerre « la croix d'argent sur fond de gueules » qui deviendra l'emblème du comté de Savoie. |
| 10   |          | Amédée IV (1197-1253)                                | 1233-1253                        | Fils du précédent. Il épouse Anne de Bourgogne, puis Cécile des Baux. | Hésitations entre les XIIe et XIIIe siècles entre les armoiries du Saint Empire, que l'on retrouve comme bannière du comté de Maurienne, et la bannière de guerre « la croix d'argent sur fond de gueules » qui deviendra l'emblème du comté de Savoie. |
| 11   |          | Boniface le Roland (1244-1263)                       | 1253-1263                        | Fils du précédent. Il hérite de la charge comtale à 9 ans. Sa mère, Cécile des Baux, est régente avec son oncle, Thomas de Piémont. Il meurt, à 19 ans, des suites de ses blessures en captivité en 1263, après une fougueuse aventure pour prendre Turin. | Hésitations entre les XIIe et XIIIe siècles entre les armoiries du Saint Empire, que l'on retrouve comme bannière du comté de Maurienne, et la bannière de guerre « la croix d'argent sur fond de gueules » qui deviendra l'emblème du comté de Savoie. |
| 12   |          | Pierre II Petit Charlemagne (v. 1203-1268)           | 1263-1268                        | Oncle du précédent. Surnommé par les historiens pour son « exceptionnel esprit d'entreprise, ses talents militaires et ses capacités d'organisateur » (Bernard Demotz), qui lui permirent, à partir de Lausanne, d'acquérir le pays de Vaud. En 1234, il épouse Agnès de Faucigny, obtenant ainsi le contrôle du Faucigny (vallées de l'Arve et du Giffre). Il obtient en 1250 l’anneau de Saint Maurice. | Hésitations entre les XIIe et XIIIe siècles entre les armoiries du Saint Empire, que l'on retrouve comme bannière du comté de Maurienne, et la bannière de guerre « la croix d'argent sur fond de gueules » qui deviendra l'emblème du comté de Savoie. |
| 13   |          | Philippe Ier (1207-1285)                             | 1268-1285                        | Frère du précédent. Dernier des huit fils du comte Thomas, il était encore moins destiné à ce titre lorsque son frère Pierre décède en 1268. Moins pieux que son frère Boniface, il entame une carrière religieuse l'amenant à devenir évêque de Valence (1241) puis archevêque-élu de Lyon (1246). Âgé de 60 ans, devant succéder à son frère, il épouse en 1268 la veuve du duc de Bourgogne, Alix de Méranie, lui permettant de porter le titre de comte palatin de Bourgogne. Son action comtale et sa politique d'accroissement territoriale lui valent l'opposition de Rodolphe de Habsbourg, du dauphin de Viennois, du comte de Genève et du roi de Sicile. Sans postérité masculine. | Hésitations entre les XIIe et XIIIe siècles entre les armoiries du Saint Empire, que l'on retrouve comme bannière du comté de Maurienne, et la bannière de guerre « la croix d'argent sur fond de gueules » qui deviendra l'emblème du comté de Savoie. |
| 14   |          | Amédée V le Grand (v. 1249-1323)                     | 1285-1323                        | Neveu du précédent, il est le fils de Thomas II de Piémont. Il épouse Sibylle de Baugé, puis Marie de Brabant. Il poursuit la lutte contre la coalition qui s'était engagée contre son oncle. En 1295, il achète le château de Chambéry qui s'imposera comme la principale résidence comtale. Politique de rapprochement avec la France. | Hésitations entre les XIIe et XIIIe siècles entre les armoiries du Saint Empire, que l'on retrouve comme bannière du comté de Maurienne, et la bannière de guerre « la croix d'argent sur fond de gueules » qui deviendra l'emblème du comté de Savoie. |
| 15   |          | Édouard le Libéral (1284-1329)                       | 1323-1329                        | Fils du précédent. Édouard (Odoar) épouse Blanche de Bourgogne. Sa fille, Jeanne, contre les usages, revendique avec son mari Jean III de Bretagne la succession du comté. | Hésitations entre les XIIe et XIIIe siècles entre les armoiries du Saint Empire, que l'on retrouve comme bannière du comté de Maurienne, et la bannière de guerre « la croix d'argent sur fond de gueules » qui deviendra l'emblème du comté de Savoie. |
| 16   |          | Aymon le Pacifique (1291-1343)                       | 1329-1343                        | Frère du précédent. Il épouse Yolande de Montferrat. Il réorganise le comté de Savoie, poursuit la politique de son père vis-à-vis de la France, et poursuit les combats contre son voisin dauphinois, Guigues VII de Viennois. | Hésitations entre les XIIe et XIIIe siècles entre les armoiries du Saint Empire, que l'on retrouve comme bannière du comté de Maurienne, et la bannière de guerre « la croix d'argent sur fond de gueules » qui deviendra l'emblème du comté de Savoie. |
| 17   |          | Amédée VI le Comte vert (1334-1383)                  | 1343-1383                        | Fils du précédent. Il épouse Bonne de Bourbon en 1365. Il hérite du titre à l'âge de 9 ans, il est placé sous l'autorité de ses oncles. Il réorganise le comté de Savoie. En 1359, il achète le pays de Vaud. Il fonde en 1352, l'Ordre du Cygne noir, puis en 1362 l’Ordre du collier de Savoie. Il obtient de l'empereur Charles IV le titre de « vicaire perpétuel de l’Empire dans l’ancien royaume d’Arles ». Il dirige une expédition, parfois considérée comme une croisade, pour libérer son cousin Jean V Paléologue. Il meurt de la peste en 1383, lors de son intervention pour aider Louis II d'Anjou à récupérer son titre.                                                      | Hésitations entre les XIIe et XIIIe siècles entre les armoiries du Saint Empire, que l'on retrouve comme bannière du comté de Maurienne, et la bannière de guerre « la croix d'argent sur fond de gueules » qui deviendra l'emblème du comté de Savoie. |
| 18   |          | Amédée VII le Comte rouge (1360-1391)                | 1383-1391                        | Fils du précédent. Il épouse Bonne de Berry en 1377. Il devient comte à l'âge de 23 ans. Il obtient la dédition de Nice à la Savoie en 1388. Il meurt en 1391 à Ripaille des suites d'un accident de cheval. À l'époque, des soupçons d'empoisonnement ont été avancés. | Hésitations entre les XIIe et XIIIe siècles entre les armoiries du Saint Empire, que l'on retrouve comme bannière du comté de Maurienne, et la bannière de guerre « la croix d'argent sur fond de gueules » qui deviendra l'emblème du comté de Savoie. |
| 19   |          | Amédée VIII le Pacifique (1383-1451)                 | 1391-1416                        | Fils du précédent. Il succède à son père en 1391, mais mineur (il a 8 ans) la régence est confiée à sa grand-mère, Bonne de Bourbon, jusqu'en 1393. Il épouse Marie de Bourgogne, en 1403. En 1401, il achète le comté de Genève. Quatre ans plus tard, il fonde l’université de Turin. À la veille de l'érection du comté en duché, il porte en 1412 les titulatures suivantes « comte de Savoie, duc de Chablais et d'Aoste, prince, marquis en Italie, comte de Genève, vicaire impérial ». | Hésitations entre les XIIe et XIIIe siècles entre les armoiries du Saint Empire, que l'on retrouve comme bannière du comté de Maurienne, et la bannière de guerre « la croix d'argent sur fond de gueules » qui deviendra l'emblème du comté de Savoie. |

## Ducs de Savoie (1416-1861)
| Rang | Portrait | Nom                                        | Règne     | Notes | Armoiries |
| ---- | -------- | ------------------------------------------ | --------- | --- | --------- |
| 1    |          | Amédée VIII le Pacifique (1383-1451)       | 1416-1440 | L'empereur Sigismond Ier du Saint-Empire érige le comté de Savoie en duché en 1416. L'acte est signé à Montluel le 3 février 1416 et proclamé solennellement à Chambéry le 16. Il abdique en faveur de son fils Louis en janvier 1440 après une retraite quasi monastique de 6 ans, puis son élection comme pape par le conclave au concile de Bâle, sous le nom de Félix V, en novembre 1439,. |           |
| 2    |          | Louis Ier (1413-1465)                      | 1440-1465 | Fils du précédent. Son père lui fait épouser Anne de Lusignan, fille de Janus, roi de Chypre, et, par fiction, de Jérusalem. Il succède à son père à la suite de son abdication. |           |
| 3    |          | Amédée IX le Bienheureux (1435-1472)       | 1465-1472 | Fils du précédent. Il est surnommé Bienheureux à la suite de ses bonnes œuvres, titre que sa fille Loyse recevra aussi. Il épouse Yolande de France. |           |
| 4    |          | Philibert Ier le Chasseur (1465-1482)      | 1472-1482 | Fils du précédent. Il devient, à 7 ans, duc de Savoie, sous la régence de sa mère. Il épouse sa cousine Bianca Sforza. Il meurt à 17 ans. |           |
| 5    |          | Charles Ier le Guerrier (1468-1490)        | 1482-1490 | Frère du précédent. Il épouse Blanche de Montferrat. En 1485, il racheta à sa tante Charlotte ses droits sur Chypre et Jérusalem. |           |
| 6    |          | Charles II (1489-1496)                     | 1490-1496 | Fils du précédent. Il devient, à un an, duc de Savoie, sous la régence de sa mère. Il meurt à 6 ans. |           |
| 7    |          | Philippe II sans Terre (1438-1497)         | 1496-1497 | Grand-oncle du précédent, fils de Louis Ier. Il épouse Marguerite de Bourbon, puis Claudine de Brosse. |           |
| 8    |          | Philibert II le Beau (1480-1504)           | 1497-1504 | Fils du précédent. Il devient duc de Savoie à 17 ans. Il épouse à 16 ans sa cousine de 9 ans, Yolande-Louise de Savoie, elle meurt 3 ans plus tard. Il se marie ensuite avec Marguerite d'Autriche, fille de l'empereur Maximilien. |           |
| 9    |          | Charles III (1486-1553)                    | 1504-1553 | Demi-frère du précédent. Il devient duc de Savoie à 18 ans. Il épouse Béatrice de Portugal. Sur leurs 9 enfants, seul Emmanuel-Philibert survit. |           |
| 10   |          | Emmanuel-Philibert Tête de Fer (1528-1580) | 1553-1580 | Fils du précédent. Il transfère la capitale du duché à Turin en 1562. Il guerroie à la tête des troupes impériales - c'est d'ailleurs lors de la bataille de Muehlberg qu'il reçoit son surnom de la part des Catalans « Testa di ferro ». Il est vainqueur à la bataille de Saint-Quentin. Par le traité de Cateau-Cambrésis, il recouvre les territoires des États de Savoie qui ont été annexés pendant 23 ans par le royaume de France. Il épouse Marguerite de France. | .         |
| 11   |          | Charles-Emmanuel Ier le Grand (1562-1630)  | 1580-1630 | Fils du précédent. Selon Alexandre Dumas, il n'y a aucune raison sur l'origine de son surnom. De nombreuses guerres l'opposent au roi de France, Henri IV, qui envahit le duché en 1600, et fait perdre au comté la Bresse, la Dombes, le Bugey et le pays de Gex au traité de Lyon de 1601. | .         |
| 12   |          | Victor-Amédée Ier (1587-1637)              | 1630-1637 | Fils du précédent. Son frère aîné meurt en 1605, il est le nouvel héritier. Malgré son mariage avec Christine de France, il entre en conflit avec le roi de France |           |
| 13   |          | François-Hyacinthe (1632-1638)             | 1637-1638 | Fils du précédent. Il a 5 ans quand son père meurt, sa mère prend la régence. |           |
| 14   |          | Charles-Emmanuel II (1634-1675)            | 1638-1675 | Frère du précédent. Lors de la mort de son jeune frère, il a 4 ans et la régence de leur mère se poursuit. Celle-ci est contestée par les oncles du duc, Thomas de Savoie-Carignan et Maurice, soutenus par l'Espagne, puis par Richelieu. Il épouse Françoise Madeleine d'Orléans (sans postérité), puis Marie-Jeanne-Baptiste de Savoie. |           |
| 15   |          | Victor-Amédée II (1666-1732)               | 1675-1730 | Fils du précédent. Il a 9 ans quand son père meurt, sa mère prend la régence menant une politique pro-française. En 1690, Louis XIV fait occuper le duché. À la suite du traité d'Utrecht, V-E est fait roi de Sicile (1713-1720), puis roi de Sardaigne (1720-1730). Il épouse Anne-Marie d'Orléans. Après un long règne, à la suite de la perte de sa femme, il fait un mariage morganatique avec la comtesse Anne-Thérèse de San Sebastiano (une ancienne maîtresse). Il se retire avec elle et abdique en 1730. Cependant il cherchera à reprendre la couronne à son fils qui l'assigne au château de Rivoli. |           |
| 16   |          | Charles-Emmanuel III (1701-1773)           | 1730-1773 | Fils du précédent. Roi de Sardaigne, il se marie par trois fois. Il est décrit comme un despote éclairé, reprenant et complétant les réformes engagées par son père, mais surtout par la publication des Royales Constitutions en 1770. |           |
| 17   |          | Victor-Amédée III (1726-1796)              | 1773-1796 | Fils du précédent. Il succède à son père en tant que roi de Sardaigne et duc à l'âge de 47 ans. Il poursuit les réformes de ses prédécesseurs, s'oppose à la Révolution française Le duché est envahi par les troupes révolutionnaires. |           |
| 18   |          | Charles-Emmanuel IV (1751-1819)            | 1796-1802 | Fils du précédent. Il épouse Clotilde de France, sœur de Louis XVI. Le nouveau roi de Sardaigne hérite d'un royaume amputé de la terre de ses ancêtres, obligé de capituler puis de s'exiler en Sardaigne, face à la progression des troupes révolutionnaires. Les Austro-russes libèrent Turin, où il fait nommer Charles-Félix vice-roi, préférant s'installer à Rome. À la suite de la mort de sa femme en 1802, il abdique au profit de son frère. |           |
| 19   |          | Victor-Emmanuel Ier (1759-1824)            | 1802-1821 | Frère du précédent. Roi de Sardaigne. En 1789, il a épousé Marie-Thérèse d'Autriche-Este, petite-fille de l'impératrice. Retour de l'ensemble du duché dans le royaume de Piémont-Sardaigne, à la suite du traité de Paris de 1815, avec une nouvelle réorganisation. Face au retour d'un régime absolutiste, il est poussé à abdiquer en 1821 en faveur de son frère Charles-Félix et confie la régence à Charles-Albert de Savoie-Carignan,. |           |
| 20   |          | Charles-Félix (1765-1831)                  | 1821-1831 | Frère du précédent. À la suite de l'abdication, le régent promulgue une politique plus libérale, cependant le nouveau roi de Sardaigne s'y oppose et demande que la régence prenne fin. La monarchie traditionnelle est appliquée. Sa mort marque la fin du dernier descendant direct des Blanches-Mains ou Humbertiens. |           |
| 21   |          | Charles-Albert (1798-1849)                 | 1831-1849 | Cousin éloigné, fils de Charles-Emmanuel de Savoie-Carignan (Branche cadette des Savoie-Carignan), descendant de Charles-Emmanuel Ier de Savoie. Malgré l'épisode libéral de la régence, Charles-Albert réussit à se maintenir comme un héritier probable et devient roi de Sardaigne en 1831. Face à l'occupation autrichienne en 1848, débute la première guerre d'indépendance, cependant cette guerre est mal perçue dans le duché. |           |
| 22   |          | Victor-Emmanuel II (1820-1878)             | 1849-1861 | Fils du précédent. Dernier roi de Sardaigne, sa politique en faveur du Risorgimento mène à l'union du duché à la France impériale. |           |

## Titre après 1861

Avec l'unification de l'Italie (1861), Victor-Emmanuel II devient roi d'Italie et revient aux armes familiales d'origine.

En échange de l’aide de la France pour l’unification de l’Italie, Victor-Emmanuel II cède la Savoie et le comté de Nice qui sont intégrés à la France, à la suite du traité de Turin. Victor-Emmanuel II cessa de porter le titre de « duc de Savoie » à compter du traité du 24 mars 1860 relatif à l'annexion de la Savoie. L'article 1 de ce traité stipule que Victor-Emmanuel II « renonce pour lui et tous ses descendants et successeurs (...) à ses droits et titres sur la Savoie ». Toutefois, il faut noter que Victor-Emmanuel a conservé l'ordinal II de la maison de Savoie, et non le titre de Victor-Emmanuel Ier d'Italie.
Ses successeurs, les rois Humbert Ier, Victor-Emmanuel III et Humbert II ont continué à utiliser le titre de « duc de Savoie » en tant que chefs de la maison de Savoie, tout comme les chefs de la maison autrichienne de Habsbourg-Lorraine continuent à utiliser le titre de « duc de Lorraine et de Bar ». 
Ce titre est actuellement revendiqué par le prince Emmanuel-Philibert de Savoie, petit-fils du roi Humbert II, et par son cousin, le prince Aimon de Savoie-Aoste.